# シャーロット・フッド (第3代ブロンテ女公爵)

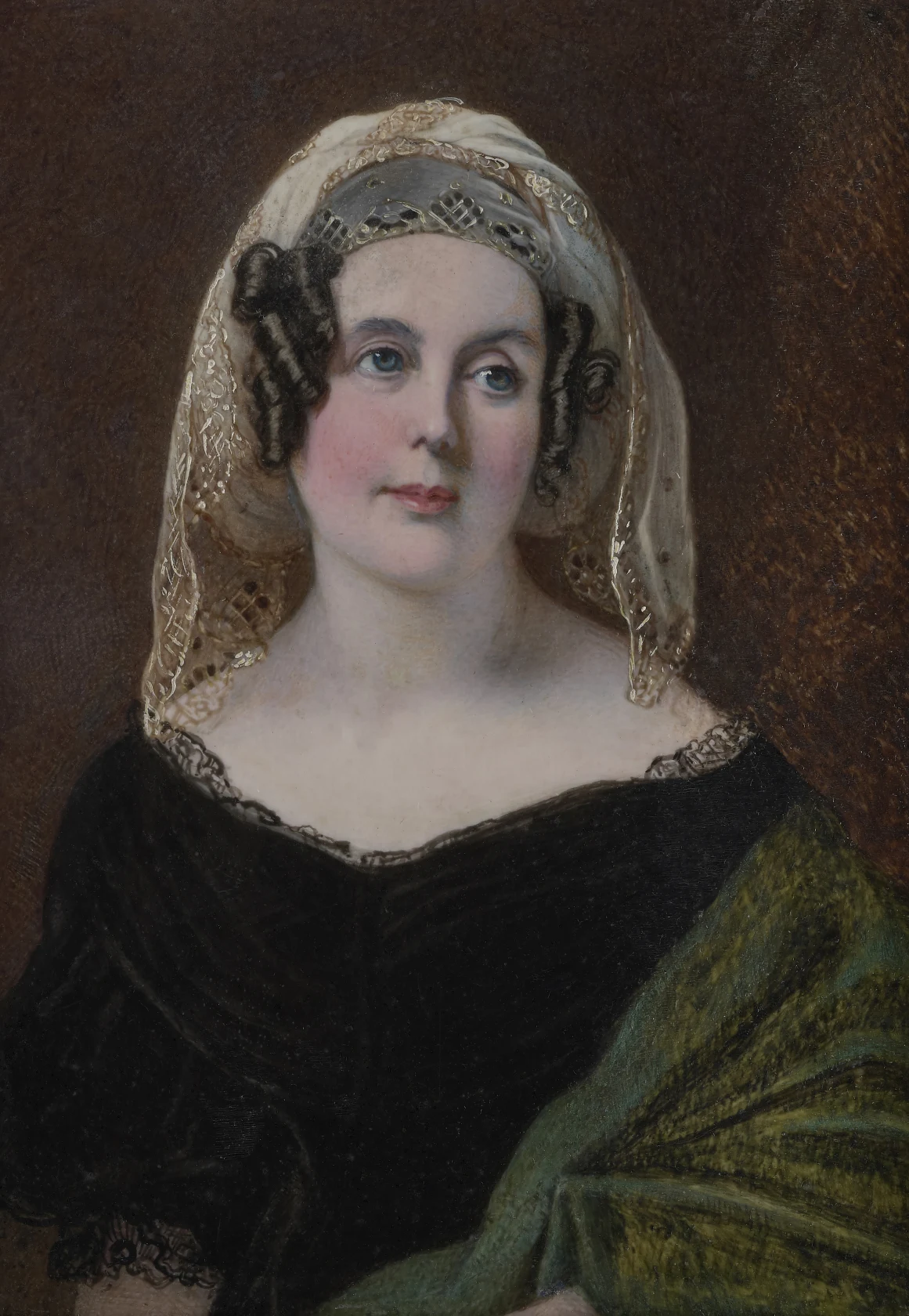
ロバート・ソーバーン（Robert Thorburn）による肖像画、1840年代。

第3代ブロンテ女公爵およびブリッドポート男爵夫人シャーロット・メアリー・フッド（英語: Charlotte Mary Hood, 3rd Duchess of Bronté, Baroness Bridport、旧姓ネルソン（Nelson）、1787年9月20日 – 1873年1月29日）は、両シチリア王国貴族、イギリスの貴族夫人。

## 生涯
初代ネルソン伯爵ウィリアム・ネルソンと1人目の妻サラ（Sarah、旧姓ヤング（Yonge）、1828年4月13日没、ヘンリー・ヤングの娘）の娘として、1787年9月20日に生まれた。
1810年7月3日、第2代ブリッドポート男爵サミュエル・フッド（1788年12月7日 – 1868年1月6日）と結婚、2男5女をもうけた。
- メアリー・ソフィア（1888年1月29日没） - 1841年8月17日、ジョン・リー＝リー（John Lee-Lee、1874年8月16日没）と結婚、子供あり[3]
- シャーロット（1906年8月21日没） - 1845年9月4日、ホレス・W・N・ロッチフォード（Horace W. N. Rochford、1891年5月16日没）と結婚、子供あり[3]
- アレクサンダー・ネルソン（英語版）（1814年12月23日 – 1904年6月4日） - 第4代ブロンテ公爵、第3代ブリッドポート男爵、初代ブリッドポート子爵[3]
- ジェーン・サラ（1907年4月28日没） - 1838年1月4日、ヒュー・ホルベック（Hugh Holbech、1849年6月8日没）と結婚。1853年12月10日、チャールズ・ホサム（英語版）（1855年12月31日没）と再婚。1860年8月30日、ウィリアム・アーミテージ（William Armytage、1872年1月11日没）と再婚[3]
- キャサリン・ルイーザ（1893年10月6日没） - 1837年4月18日、ヘンリー・ホール（Henry Hall、1862年11月17日没）と結婚、子供あり[3]
- ファニー・キャロライン（Fanny Caroline、1903年10月1日没） - 1845年5月20日、ジョン・ウォルロンド・ディキンソン（英語版）（1889年4月23日没）と結婚、子供あり[3]
- ホレイショ・ネルソン（Horatio Nelson、1826年4月24日 – 1832年[3]）

1835年2月28日に父が死去すると、両シチリア王国貴族であるブロンテ女公爵位を継承した。
1873年1月29日にクリケット・セント・トマスで死去、長男アレクサンダー・ネルソンが爵位を継承した。